# Bairon et ses environs
Pour les articles homonymes, voir Bairon.
Bairon et ses environs est une commune nouvelle française située dans le département des Ardennes, en région Grand Est.
Elle est créée le 1er janvier 2016 de la fusion des trois communes : Le Chesne, Louvergny et Les Alleux.

## Géographie

### Localisation
Il y a trois villages : Le Chesne, Louvergny et Les Alleux, situés dans le département des Ardennes.

### Communes limitrophes
| Chagny Marquigny | Omont Vendresse        | Sauville                               |
| Lametz Montgon   | Bairon et ses environs | Tannay Belleville-et-Châtillon-sur-Bar |
| Voncq            | Vouziers Vandy         | Quatre-Champs                          |

### Géologie et relief
Il convient de se reporter aux articles consacrés aux anciennes communes fusionnées.

### Hydrographie
La commune est traversée par la ligne de partage des eaux entre  les bassins hydrographiques Rhin-Meuse et Seine-Normandie. Elle est drainée par le canal des Ardennes  (versant Aisne), le canal des Ardennes  (versant Meuse), le ruisseau de Bairon, le ruisseau de la Lateuse, le ruisseau de Haute Bernelle, la Fosse de la Barbonne, le ruisseau de L Étang des Vivaubieres, le ruisseau des Petits Étangs, le ruisseau des Aules, la Fosse d'Assain, le ruisseau des Craquinettes, le cours d'eau 02 de la commune de Voncq, le cours d'eau 01 de la Noue des Prêtres et divers autres petits cours d'eau,.
Le canal des Ardennes (versant Aisne), d'une longueur de 57 km,  est un chenal et un cours d'eau naturel navigable qui a son origine dans la commune de Dom-le-Mesnil et se jette  dans le canal latéral à l'Aisne à Vieux-lès-Asfeld, après avoir traversé 24 communes. Il traverse la commune sur une longueur d'environ 0,9 km.
Le canal des Ardennes  (versant Meuse), d'une longueur de 30 km,  est un chenal et un cours d'eau naturel navigable qui a son origine dans la commune de  et se jette  dans la Meuse à Dom-le-Mesnil, après avoir traversé dix communes.
Le ruisseau de Bairon, d'une longueur de 25 km, prend sa source dans la commune de La Horgne et se jette  dans la Bar à Tannay, après avoir traversé neuf communes.

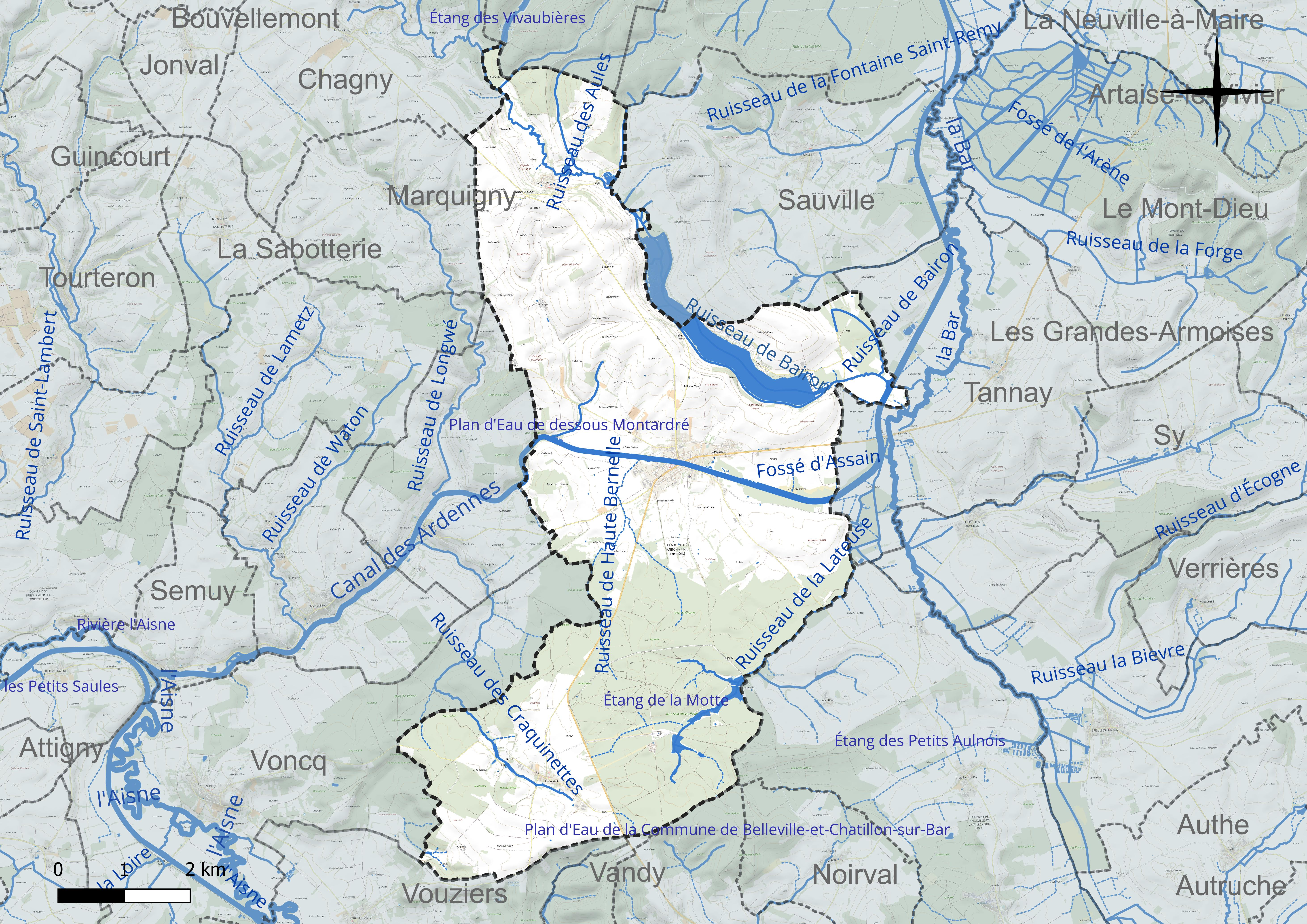
Réseau hydrographique de Bairon et ses environs.

Trois plans d'eau complètent le réseau hydrographique : le lac de Bairon, d'une superficie totale de 122 ha (79,3 ha sur la commune), l'étang de la Maison Rouge (4,6 ha) et l'étang de la Motte (11,7 ha),.

### Climat
Pour des articles plus généraux, voir Climat du Grand Est et Climat des Ardennes.
En 2010, le climat de la commune est de type climat de montagne, selon une étude du Centre national de la recherche scientifique s'appuyant sur une série de données couvrant la période 1971-2000. En 2020, Météo-France publie une typologie des climats de la France métropolitaine dans laquelle la commune est exposée à un climat océanique altéré et est dans une zone de transition entre les régions climatiques « Nord-est du bassin Parisien » et « Lorraine, plateau de Langres, Morvan ».
Pour la période 1971-2000, la température annuelle moyenne est de 9,9 °C, avec une amplitude thermique annuelle de 15,8 °C. Le cumul annuel moyen de précipitations est de 899 mm, avec 13,2 jours de précipitations en janvier et 9,2 jours en juillet. Pour la période 1991-2020, la température moyenne annuelle observée sur la station météorologique de Météo-France la plus proche, « Buzancy_sapc », sur la commune de Buzancy à 17 km à vol d'oiseau, est de 10,9 °C et le cumul annuel moyen de précipitations est de 862,0 mm. 
La température maximale relevée sur cette station est de 40,7 °C, atteinte le 25 juillet 2019 ; la température minimale est de −15,8 °C, atteinte le 20 décembre 2009,,.
Les paramètres climatiques de la commune ont été estimés pour le milieu du siècle (2041-2070) selon différents scénarios d'émission de gaz à effet de serre à partir des nouvelles projections climatiques de référence DRIAS-2020. Ils sont consultables sur un site dédié publié par Météo-France en novembre 2022.

## Urbanisme

### Typologie
Au 1er janvier 2024, Bairon et ses environs est catégorisée commune rurale à habitat dispersé, selon la nouvelle grille communale de densité à 7 niveaux définie par l'Insee en 2022.
Elle est située hors unité urbaine et hors attraction des villes,.

## Toponymie
Bairon est attesté sous les formes Bairo au Xe siècle, Bairona en 1145, Bairon en 1196, Bairons en 1202, Bayronnum en 1316.

Du nom de Bairon, ancien village des bords du lac éponyme. Le lac ainsi que la rivière portent en effet le même nom.

Son nom vient du ruisseau homonyme qui se jette dans la Bar. Bairon est un diminutif de Bar.
Le nom de la nouvelle commune demeure cependant discuté, car celui-ci serait trop long, posant notamment problème lorsque les habitants renseignent leur adresse. Des alternatives comme Bairon-le-Lac, simplement Bairon, ou même le retour du nom de la localité principale  Le Chesne ont été évoqués, sans que rien ne soit fait jusqu'à présent.

## Histoire
La création de la nouvelle commune est effective depuis le 1er janvier 2016, entraînant la transformation des trois anciennes communes en « communes déléguées » dont la création a été entériné par l'arrêté du 30 novembre 2015.

## Politique et administration

### Composition
Jusqu'aux prochaines élections municipales de 2020, le conseil municipal de la nouvelle commune est constitué de l'ensemble des conseillers municipaux des anciennes communes. Les maires des trois communes deviennent maires délégués de chacune des anciennes communes.
| Nom               | Code Insee | Intercommunalité           | Superficie (km2) | Population (dernière pop. légale) | Densité (hab./km2) |
| ----------------- | ---------- | -------------------------- | ---------------- | --------------------------------- | ------------------ |
| Le Chesne (siège) | 08116      | CC de l'Argonne Ardennaise | 23,87            | 934 (2013)                        | 39                 |
| Louvergny         | 08261      | CC de l'Argonne Ardennaise | 8,95             | 67 (2013)                         | 7,5                |
| Les Alleux        | 08007      | CC de l'Argonne Ardennaise | 12,04            | 79 (2013)                         | 6,6                |

### Liste des maires
| Période      | Période                   | Identité                                      | Étiquette | Qualité                                             |
| ------------ | ------------------------- | --------------------------------------------- | --------- | --------------------------------------------------- |
| janvier 2016 | En cours (au 25 mai 2020) | Benoit Singlit Réélu pour le mandat 2020-2026 |           | Agriculteur, président de la communauté de communes |

## Population et société

### Démographie
L'évolution du nombre d'habitants est connue à travers les recensements de la population effectués dans la commune depuis sa création.

En 2022, la commune comptait 1 030 habitants, en évolution de −2,46 % par rapport à 2016 (Ardennes : −2,97 %, France hors Mayotte : +2,11 %).
| 2018  | 2022  |
| ----- | ----- |
| 1 025 | 1 030 |

## Économie
Agriculture et élevage. Le Chesne compte plusieurs petits commerces (boulangerie, salon de coiffure, café...).

## Culture locale et patrimoine

### Lieux et monuments
- Mairie du Chesne.
- Église Saint-Jacques. Le Chesne
- Chapelle Saint-Brice à la ferme de Saint-Brice Le Chesne
- Croix du Chesne.
- Canal des Ardennes au Chesne.
- École primaire.
- Église Saint-Nicaise de Louvergny.
- Église Saint-Jean-Baptiste Les Alleux.
- Chapelle Sainte-Geneviève de Marcelot.
- Lac de Bairon.

### Personnalités liées à la commune
Il convient de se reporter aux articles consacrés aux anciennes communes fusionnées.